# Tyrone Thomas
Tyrone Thomas (ur. 5 października 1968) – amerykański koszykarz, występujący na pozycjach obrońcy oraz skrzydłowego.

## Osiągnięcia
Indywidualne
- Lider strzelców PLK (1997)[1]
- 2-krotny uczestnik Meczu Gwiazd PLK (1995, 1996)[2]
- Uczestnik spotkania gwiazd Polska – Gwiazdy PLK (1997)[3]